# Lê Trọng Tấn
Lê Trọng Tấn (1 tháng 10 năm 1914 – 5 tháng 12 năm 1986), tên thật là Lê Trọng Tố, là một Đại tướng Quân đội nhân dân Việt Nam. Ông từng là Viện trưởng Học viện Quân sự Cao cấp, Tổng Tham mưu trưởng Quân đội nhân dân Việt Nam, Thứ trưởng Bộ Quốc phòng, Phó Tư lệnh Quân Giải phóng miền Nam. Ông là vị Đại tướng Việt Nam lớn tuổi nhất vào thời điểm thụ phong: 69 tuổi 352 ngày, và cũng là vị Đại tướng giữ quân hàm hiện dịch ngắn nhất: 2 năm, 343 ngày. Ông là 1 trong 4 vị danh tướng tài ba, lỗi lạc "nhất Tấn (ông) nhì An tam Đan tứ Chơn" dưới thời Đảng Cộng sản Việt Nam nắm quyền.

## Thân thế

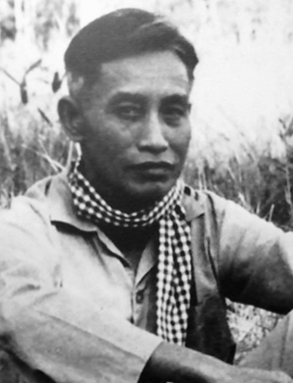
Đại tướng Lê Trọng Tấn hồi trẻ

Ông sinh ngày 1 tháng 10 năm 1914, tại thôn Nghĩa Lộ, xã Yên Nghĩa, huyện Hoài Đức (nay là phường Yên Nghĩa), thành phố Hà Nội. Theo cuốn "Họ Trịnh & Thăng Long" (Nhà xuất bản Văn hoá Dân tộc, 2000) của hai nhà nghiên cứu Bỉnh Di và Trịnh Quang Vũ ở trang 111 đã khẳng định đại tướng là hậu duệ của dòng chúa Trịnh Căn.
Cha của ông có biệt danh là cụ Đồ Lê (hay Năng), người đã từng tham gia phong trào Đông Kinh Nghĩa Thục. Khi phong trào bị đàn áp, cụ về làng Thanh Nhàn mở lớp dạy chữ Nho. Năm 1926, cụ Đồ Lê và Nhượng Tống đã tổ chức lễ truy điệu Phan Châu Trinh tại đền Hai Bà Trưng ở làng Đồng Nhân.
Xuất thân từ một gia đình nhà giáo, thời niên thiếu, ông theo học trường Bưởi tại Hà Nội. Vốn học giỏi, lại say mê võ nghệ và bóng đá, ông từng tham gia đội bóng Eclair (Tia chớp) ở vị trí tiền vệ. Do thành tích bóng đá, ông được tuyển vào đội bóng đá của không quân Pháp và nhập ngũ vào lực lượng lính khố đỏ, phục vụ tại đơn vị đồn trú gần sân bay Tông (Sơn Tây). Do ông từng đeo đến đeo lon đội (tương đương với cấp hàm Hạ sĩ), nên dân làng Yên Nghĩa (gần sân bay Tông), thường gọi ông là "Đội Tố". Bà Bích Vân tức Hoàng Ngân khi đó đang phụ trách công tác phụ vận kiêm binh vận của Xứ ủy Bắc Kỳ và một số nhân mối khác được giao nhiệm vụ binh vận Đội Tố và đã thành công. Tham gia Việt Minh từ năm 1944 và là ủy viên quân sự Ủy ban khởi nghĩa của tỉnh Hà Đông từ tháng 8 năm 1945, sau Cách mạng tháng Tám, ông trở thành đảng viên Đảng Cộng sản Đông Dương.

## Tham gia công tác quân sự cách mạng
Khi Chiến tranh Đông Dương bùng nổ năm 1946, ông tham gia công tác quân sự. Từ 1945 đến 1950, là trung đoàn phó rồi trung đoàn trưởng các trung đoàn: Sơn La, Sơn Tây, quyền khu trưởng Khu XIV, khu phó Liên khu X. Khi Quân đội nhân dân Việt Nam thành lập các đại đoàn chủ lực, ông trở thành Đại đoàn trưởng đầu tiên của đại đoàn 312-đại đoàn Chiến thắng (nay là Sư đoàn) ở tuổi 36. Trong trận Điện Biên Phủ, đại đoàn 312 do ông chỉ huy đã đánh trận mở màn vào cao điểm Him Lam (13 tháng 3 năm 1954) và kết thúc chiến dịch vào ngày 7 tháng 5 năm 1954, bắt sống tướng Christian de Castries và ban chỉ huy tập đoàn cứ điểm.
- Từ tháng 12 năm 1954 đến năm 1960 ông là Hiệu trưởng Trường Sĩ quan Lục quân. Năm 1959, ông được phong hàm Đại tá.
- Từ tháng 3 năm 1961 đến năm 1969 là Phó Tổng Tham mưu trưởng Quân đội nhân dân Việt Nam. Năm 1964, Thiếu tướng Lê Trọng Tấn nhận nhiệm vụ Phó tư lệnh Quân Giải phóng miền Nam, Uỷ viên Quân uỷ Miền với bí danh "Ba Long". Ông chính là một trong những người tham gia tổ chức chiến dịch Mậu Thân 1968 cùng với Hoàng Văn Thái.
- Năm 1970 - 1979, ông là Phó Tổng Tham mưu trưởng Quân đội nhân dân Việt Nam kiêm Tư lệnh Mặt trận Đường 9, đặc phái viên Bộ tổng tư lệnh Quân đội nhân dân Việt Nam bên cạnh Bộ chỉ huy Quân giải phóng nhân dân Lào, tham gia chỉ đạo chiến dịch Cánh Đồng Chum. Trong chiến dịch đó, sau khi nghe báo cáo tình hình hai bên, ông "phán một câu xanh rờn": “Đánh trận này, ba đời sau Thái Lan còn sợ!”.
- Năm 1972, ông được cử làm Tư lệnh Chiến dịch Trị Thiên.
- Năm 1973, là Phó Tổng Tham mưu trưởng kiêm Tư lệnh Quân đoàn I Quyết thắng, quân đoàn đầu tiên của Quân đội nhân dân Việt Nam.
- Tháng 3 năm 1975, ông làm Tư lệnh Chiến dịch Huế – Đà Nẵng.
- Tháng 4 năm 1975, ông được cử làm Phó Tư lệnh chiến dịch Hồ Chí Minh kiêm Tư lệnh cánh quân phía đông (gồm quân đoàn 2, quân đoàn 4, sư đoàn 3) tấn công vào Sài Gòn. Chính Lữ đoàn xe tăng 203, quân đoàn 2 thuộc cánh quân của ông đã tiến vào dinh Độc Lập đầu tiên.
- Từ năm 1976 đến tháng 2 năm 1977 ông là Phó Tổng Tham mưu trưởng kiêm Viện trưởng Học viện quân sự cao cấp.
- Từ tháng 12 năm 1978 đến tháng 2 năm 1979 ông chỉ huy các lực lượng vũ trang trong chiến tranh biên giới Tây Nam và đánh quân Khmer Đỏ của Pol Pot ở Campuchia.
- Từ năm 1980 đến năm 1986 ông là Thứ trưởng Bộ Quốc phòng kiêm Tổng Tham mưu trưởng Quân đội nhân dân Việt Nam[3].
- Năm 1984, Bộ Chính trị chỉ định làm Uỷ viên Hội đồng Quân sự Bộ Quốc phòng [4].
- Theo kết quả bầu chọn tại Đại hội Toàn quân để bầu sĩ quan cao cấp tham dự Đại hội Đảng VI, Đại tướng Võ Nguyên Giáp và ông đứng đầu danh sách 77 người tham dự Đại hội Đảng của Bộ Quốc phòng. Trong khi đó, Văn Tiến Dũng, Đặng Vũ Hiệp, Lê Ngọc Hiền không lọt vào danh sách này.
- Ông là Ủy viên Ban chấp hành Trung ương Đảng khóa IV và V (từ 1976 đến 1986), đại biểu Quốc hội khóa VII.

## Qua đời
Đại tướng Lê Trọng Tấn qua đời ngày 5-12-1986 ngay trước Đại hội Đảng toàn quốc lần thứ VI- Đại hội Đổi mới đúng nửa tháng. Báo Grama của Đảng cộng sản Cu Ba đăng trên trang nhất tin buồn và khẳng định: “Việt Nam mất một người anh hùng”. Ông được an táng tại Nghĩa trang Mai Dịch, Hà Nội.

## Những nhận xét
- Lê Trọng Tấn được coi là một trong những tướng đánh trận giỏi nhất Việt Nam. Ông luôn được tin cậy giao các nhiệm vụ hệ trọng trên chiến trường, là Tư lệnh của các chiến dịch lớn nhất, quan trọng nhất như Bình Giã, Đồng Xoài, Bàu Bàng - Dầu Tiếng, Đường 9 Nam Lào, Trị Thiên 1972,... Ông nổi tiếng là con người tài năng, cương trực, quyết đoán, "trí - dũng - nhân - chính - liêm - trung".[5]
- Ông được Đại tướng Võ Nguyên Giáp coi là "người chỉ huy kiên cường, lỗi lạc, người bạn chiến đấu chí thiết".

Trong một nhận xét khác có tính khẳng định hơn, Võ Nguyên Giáp nhận định:
"...Lê Trọng Tấn là một trong những vị tướng giỏi nhất Việt Nam qua các thời đại. Trong cuộc phỏng vấn về xếp hạng tướng lĩnh Việt Nam hiện đại, Thượng tướng Hoàng Minh Thảo đã đánh giá: "Tất nhiên đầu tiên là Đại tướng Võ Nguyên Giáp. Thứ hai là tướng Lê Trọng Tấn. Thứ ba là tướng Hoàng Văn Thái và thứ tư là tướng Nguyễn Hữu An..."
Nhất Tấn, nhì An, tam Đan, tứ Chơn

## Đời sống riêng
- Gia đình ông có 3 anh em trai: Lê Mạnh Hồ (cả), Lê Trọng Tố (chính ông) và Lê Quý Giả (sau này lấy bí danh là Trịnh Quý Đông, làm Bí thư Tỉnh ủy tỉnh Hưng Yên, Đại biểu Quốc hội khóa I, Trưởng phòng Giáo tài Đại học Y Dược Hà Nội).
- Giáo sư, Tiến sĩ Vũ Gia Hiền (tên thật là Lê Quý Anh) Giám đốc Trung tâm Nghiên cứu ứng dụng văn hóa du lịch, trực thuộc Liên hiệp các Hội khoa học và kỹ thuật Việt Nam là cháu ruột của ông (con ông Lê Quý Giả).
- Phu nhân của ông là bà Nguyễn Thị Minh Sơn - chị ruột của Thượng tướng Lê Ngọc Hiền.
- Ông có con trai duy nhất là Lê Đông Hải, Đại tá Quân đội nhân dân Việt Nam, Giáo sư Tiến sĩ kỹ thuật quân sự, nguyên viện trưởng Viện Kỹ thuật Quân sự 2 tại Thành phố Hồ Chí Minh, nghỉ hưu năm 2004. Lê Đông Hải học trường thiếu sinh quân từ nhỏ, sau đó trở thành quân nhân làm việc trong Đại đoàn 312 do chính Đại tướng Lê Trọng Tấn làm chỉ huy. Ngày 10 tháng 9 năm 1954, ông được nhà nước cử đi học ở Moskva (Liên Xô). Giáo sư Tiến sĩ Lê Đông Hải đã được nhà nước tặng thưởng Huân chương Chiến công hạng nhất.[5] và giải thưởng quốc gia.
- Cho tới lúc mất, ông chưa bao giờ sở hữu nhà riêng.[5]

## Khen thưởng và vinh danh
Ông đã được Nhà nước Việt Nam tặng thưởng:
- Huân chương Sao vàng (truy tặng năm 2007).
- 2 Huân chương Hồ Chí Minh.
- Huân chương Quân công hạng Nhất.
- Huân chương Quân công hạng Ba.
- Huân chương Chiến thắng hạng Nhất.
- Huân chương Kháng chiến hạng Nhất.
- Huân chương Chiến sĩ giải phóng hạng Nhất.
- Huân chương Chiến sĩ giải phóng hạng Nhì.
- Huân chương Chiến sĩ giải phóng hạng Ba.
- Huy chương Quân kỳ quyết thắng.
- Huân chương Chiến sĩ vẻ vang hạng Nhất, Nhì, Ba cùng nhiều huân, huy chương khác.[7]

Tên ông được đặt cho một số tuyến đường phố tại Việt Nam. Tại Hà Nội có tới ba đường Lê Trọng Tấn đều là hai đường lớn nằm gần nhau ở quận Thanh Xuân, Hà Đông, và Hoài Đức. Ở các địa phương khác cũng có đường mang tên ông:
1. Quận Tân Phú và Quận Bình Tân, Thành phố Hồ Chí Minh.[10]
2. Quận Cẩm Lệ, Thành phố Đà Nẵng.[11]
3. Thừa Thiên Huế.[12]
4. Bạc Liêu,[13] An Giang.[14]
5. Hưng Yên,[15] Ninh Bình.[16]
6. Tây Ninh.
7. Đắk Lắk.
8. Quảng Nam.

## Tác phẩm
- Xây dựng mỗi huyện thành một pháo đài quân sự (1980)
- Từ Đồng Quan đến Điện Biên (hồi kí, 1994)

## Lịch sử thụ phong quân hàm
| Năm thụ phong | 1958   | 1961        | 1974        | 1980         | 1984      |
| ------------- | ------ | ----------- | ----------- | ------------ | --------- |
| Cấp bậc       | Đại tá | Thiếu tướng | Trung tướng | Thượng tướng | Đại tướng |